# 約翰·纽伯瑞
约翰·纽伯瑞（1713年7月9日—1767年12月22日）是一位英国图书出版商。在他出版的五百本书中约有五分之一是儿童書。1922年，美國圖書館協會設立纽伯瑞奖，名字就來自於約翰·纽伯瑞。 